# Morti il 28 settembre
| Questa pagina contiene informazioni ricavate automaticamente dalle voci biografiche con l'ausilio del template Bio e di un bot. L'aggiornamento è periodico e automatico e ricostruisce completamente la pagina. Se manca una persona in questa lista, sei pregato di non aggiungerla, ma accertati piuttosto che la sua voce biografica contenga il template Bio e che i dati anagrafici siano correttamente compilati. Se il template Bio manca, inseriscilo tu stesso o, in alternativa, metti l'avviso {{tmp\|Bio}} che ne segnala la mancanza. Se i dati riportati sono sbagliati, correggi direttamente la voce biografica; le modifiche saranno visibili in questa lista entro pochi giorni. Per chiarimenti vedi il progetto biografie. La lista contiene solo le 508 persone che sono citate nell'enciclopedia e per le quali è stato implementato correttamente il template Bio. Pagina aggiornata al 13 ago 2025. |

## I secolo a.C.(1)
- 48 a.C. - Gneo Pompeo Magno, generale e politico romano (n. 106 a.C.)

## I secolo(1)
- 29 - Livia Drusilla, nobildonna romana (n. 59 a.C.)

## IV secolo(1)
- 351 - Marcellino, funzionario romano

## X secolo(1)
- 935 - Venceslao I, sovrano boemo

## XI secolo(3)
- 1042 - Poppone, patriarca cattolico tedesco
- 1057 - Ottone III di Svevia, nobile tedesco
- 1088 - Ermanno di Lussemburgo, nobile tedesco

## XII secolo(4)
- 1104 - Pietro I d'Aragona, re
- 1105 - Simone di Sicilia, politico normanno (n. 1093)
- 1115 - Ismidone di Die, vescovo cattolico e santo francese
- 1197 - Enrico VI di Svevia, sovrano (n. 1165)

## XIII secolo(5)
- 1213 - Gertrude di Merania, regina (n. 1185)
- 1225 - Nicola II di Meclemburgo, principe
- 1237 - Jean Halgrin d'Abbeville, arcivescovo cattolico e cardinale francese (n. 1180)
- 1256 - Guglielmo I di Tubinga, nobile tedesco
- 1296 - Adolfo V di Berg, nobile

## XIV secolo(7)
- 1304 - Elisabetta di Kalisz, nobile tedesca (n. 1263)
- 1330 - Elisabetta di Boemia, regina (n. 1292)
- 1334 - Konrad Kesselhut, tedesco
- 1343 - Gerard de Daumar, cardinale francese
- 1349 - Caterina d'Asburgo, nobile austriaca (n. 1320)
- 1373 - Guillaume de la Sudrie, cardinale e vescovo cattolico francese
- 1381 - Taddea Visconti, nobile italiana (n. 1351)

## XV secolo(4)
- 1404 - Giovanni II d'Alvernia, conte francese
- 1410 - Giovanni Sokol di Lamberk, nobile ceco
- 1429 - Cimburga di Masovia, duchessa (n. 1394)
- 1494 - Bernardino da Feltre, presbitero e francescano italiano (n. 1439)

## XVI secolo(14)
- 1529 - Adolf Clarenbach, religioso tedesco (n. 1497)
- 1538 - Maria di Borbone-Vendôme, principessa francese (n. 1515)
- 1538 - Alfonso Manrique de Lara, cardinale e arcivescovo cattolico spagnolo
- 1546 - Marino Grimani, cardinale e patriarca cattolico italiano
- 1555 - Kara Ahmed Pascià, politico ottomano
- 1566 - Marino Freccia, giurista, storico e nobile italiano (n. 1503)
- 1567 - Hans Steininger, politico austriaco (n. 1508)
- 1569 - Sisto Senese, teologo italiano (n. 1520)
- 1574 - Guidobaldo II della Rovere, nobile e condottiero italiano (n. 1514)
- 1578 - Francesco Mosca, scultore italiano
- 1582 - George Buchanan, umanista, poeta e storico scozzese (n. 1506)
- 1583 - Francesco Sansovino, letterato italiano (n. 1521)
- 1596 - Margaret Clifford, contessa britannica (n. 1540)
- 1597 - Hendrik van den Broeck, pittore fiammingo

## XVII secolo(22)
- 1608 - Enrico di Joyeuse, nobile francese (n. 1563)
- 1612 - Ernst Soner, filosofo e medico tedesco (n. 1572)
- 1618 - Joshua Sylvester, poeta britannico (n. 1563)
- 1620 - Sidonia von Borcke, nobile tedesca (n. 1548)
- 1623 - Giovanni Giorgio di Hohenzollern-Hechingen, conte (n. 1577)
- 1624 - Simón de Rojas, presbitero spagnolo (n. 1552)
- 1626 - François de Bonne de Lesdiguières, militare francese (n. 1543)
- 1630 - Ottavio Rossi, archeologo e poeta italiano (n. 1570)
- 1639 - Louis de Nogaret de La Valette d'Épernon, cardinale, arcivescovo cattolico e condottiero francese (n. 1593)
- 1648 - Melchior Inchofer, storico, gesuita e latinista austriaco (n. 1584)
- 1649 - Ottavio Vernizzi, compositore e organista italiano (n. 1569)
- 1652 - Felice Contelori, presbitero, storico e bibliotecario italiano (n. 1588)
- 1654 - Jérôme Duquesnoy il Giovane, scultore e architetto fiammingo (n. 1602)
- 1657 - Emilia Anversiana di Nassau, nobile (n. 1581)
- 1667 - Jacob Golius, orientalista e matematico olandese (n. 1596)
- 1669 - Pierre Le Muet, architetto francese (n. 1591)
- 1670 - Luisa Giuliana di Erbach, nobile tedesca (n. 1603)
- 1677 - Pascual de Aragón-Córdoba-Cardona y Fernández de Córdoba, cardinale e arcivescovo cattolico spagnolo (n. 1626)
- 1687 - Francesco Turrettini, teologo svizzero (n. 1623)
- 1688 - Giovanni Battista Beinaschi, pittore italiano (n. 1636)
- 1692 - Cornelis Bloemaert II, incisore e disegnatore olandese (n. 1603)
- 1696 - Maria Teresa d'Asburgo, nobile austriaca (n. 1684)

## XVIII secolo(15)
- 1701 - Giovannetta di Sayn-Wittgenstein, nobildonna tedesca (n. 1632)
- 1702 - Robert Spencer, II conte di Sunderland, politico e militare inglese (n. 1641)
- 1717 - Francesco Martelli, cardinale e patriarca cattolico italiano (n. 1633)
- 1733 - Charles Howard, IX conte di Suffolk, nobile e politico inglese (n. 1675)
- 1734 - James Hamilton, VI conte di Abercorn, nobile scozzese (n. 1661)
- 1738 - José Pereira de Lacerda, cardinale e vescovo cattolico portoghese (n. 1662)
- 1742 - Jean-Baptiste Massillon, predicatore e vescovo cattolico francese (n. 1663)
- 1746 - Jean-Baptiste Louis Frédéric de La Rochefoucauld de Roye, militare francese (n. 1707)
- 1747 - Philipp Ludwig von Sinzendorf, cardinale austriaco (n. 1699)
- 1757 - Andrea Zani, compositore e violinista italiano (n. 1696)
- 1765 - Giampietro Zanotti, pittore, storico dell'arte e poeta italiano (n. 1674)
- 1767 - Federico Carlo di Stolberg-Gedern, politico tedesco (n. 1693)
- 1778 - Jean Girardet, pittore francese (n. 1709)
- 1790 - Nicola I Esterházy, principe, musicista e mecenate ungherese (n. 1714)
- 1798 - Joseph Nikolaus De Vins, generale austriaco (n. 1732)

## XIX secolo(61)
- 1805 - Christoph Franz von Buseck, vescovo cattolico tedesco (n. 1724)
- 1805 - Alfonso Turconi, politico italiano (n. 1738)
- 1809 - Robert Cleveley, pittore e militare britannico (n. 1747)
- 1816 - Edward Charles Howard, chimico britannico (n. 1774)
- 1816 - Ṭūsūn Pascià, generale e politico ottomano (n. 1794)
- 1817 - Pieter van Braam, poeta olandese (n. 1740)
- 1819 - Tommaso Natale, giurista e filologo italiano (n. 1733)
- 1824 - Pietro Gabrielli, II principe di Prossedi, nobile e politico italiano (n. 1746)
- 1825 - Barbara Krafft, pittrice austriaca (n. 1764)
- 1826 - Károly Zichy, nobile, politico e magistrato ungherese (n. 1753)
- 1829 - Nikolaj Nikolaevič Raevskij, generale russo (n. 1771)
- 1831 - Francesco Strano, religioso e bibliotecario italiano (n. 1766)
- 1832 - Anton Maria Lamberti, scrittore e poeta italiano (n. 1757)
- 1836 - Giovanni Leonardo Marugj, medico italiano (n. 1753)
- 1837 - Akbar II, imperatore indiano (n. 1760)
- 1839 - William Dunlap, scrittore, storico e pittore statunitense (n. 1766)
- 1840 - Claude-Emmanuel de Pastoret, politico e scrittore francese (n. 1755)
- 1841 - Johann Georg von Dillis, pittore e museologo tedesco (n. 1759)
- 1844 - George FitzRoy, IV duca di Grafton, nobile e politico britannico (n. 1760)
- 1844 - Pëtr Aleksandrovič Tolstoj, generale russo (n. 1769)
- 1846 - John Waldegrave, VI conte Waldegrave, nobile e ufficiale inglese (n. 1785)
- 1847 - Ferdinando Visconti, militare, geografo e cartografo italiano (n. 1772)
- 1848 - Franz Philipp von Lamberg, generale austriaco (n. 1791)
- 1849 - Giuseppe Onorio Marzuttini, teologo italiano (n. 1802)
- 1851 - Federico Guglielmo Carlo di Prussia, nobile (n. 1783)
- 1856 - Jules Haime, naturalista, geologo e paleontologo francese (n. 1824)
- 1856 - Franz Karl Movers, teologo e orientalista tedesco (n. 1806)
- 1856 - Silvino Olivieri, militare e patriota italiano (n. 1829)
- 1859 - Carl Ritter, geografo tedesco (n. 1779)
- 1859 - Philipp Spitta, poeta tedesco (n. 1801)
- 1861 - Alexandre-Denis Abel de Pujol, pittore francese (n. 1785)
- 1865 - Carl Alexander Heideloff, architetto tedesco (n. 1789)
- 1869 - Manfredo Giovanni Battista Bellati, vescovo cattolico italiano (n. 1790)
- 1869 - Vincenzo De Monte, avvocato, magistrato e politico italiano (n. 1796)
- 1869 - Guglielmo Libri Carucci dalla Sommaja, matematico italiano (n. 1803)
- 1872 - Fëdor Fëdorovič Matjuškin, navigatore, esploratore e ammiraglio russo (n. 1799)
- 1873 - Émile Gaboriau, scrittore francese (n. 1832)
- 1874 - Paolo Bovi Campeggi, patriota italiano (n. 1814)
- 1875 - Thomas Ender, pittore austriaco (n. 1793)
- 1875 - Atanasio Cruz Aguirre, politico uruguaiano (n. 1801)
- 1876 - Costache Negri, politico, patriota e scrittore romeno (n. 1812)
- 1878 - Lampridio Giovanardi, ingegnere e incisore italiano (n. 1811)
- 1879 - Karl Friedrich Mohr, chimico tedesco (n. 1806)
- 1881 - Auguste Pittaud de Forges, drammaturgo e librettista francese (n. 1803)
- 1882 - Federico Alizeri, storico e critico letterario italiano (n. 1817)
- 1882 - Joaquín Lluch y Garriga, cardinale e arcivescovo cattolico spagnolo (n. 1816)
- 1884 - Jacob Derk van Heeckeren Beverweerd, diplomatico olandese (n. 1791)
- 1885 - Enrico Onufrio, poeta, scrittore e giornalista italiano (n. 1858)
- 1888 - Antónia Zichy, nobile e rivoluzionaria ungherese (n. 1816)
- 1889 - Samuel Davis Sturgis, generale statunitense (n. 1822)
- 1890 - Luigi Guglielmo di Bentheim e Steinfurt, principe tedesco (n. 1812)
- 1891 - Herman Melville, scrittore, poeta e critico letterario statunitense (n. 1819)
- 1891 - Ida di Schaumburg-Lippe, principessa (n. 1852)
- 1892 - Carl Moritz Gottsche, botanico tedesco (n. 1808)
- 1892 - Stanislas Lépine, pittore francese (n. 1835)
- 1895 - Louis Pasteur, chimico e microbiologo francese (n. 1822)
- 1898 - Thomas F. Bayard, politico e avvocato statunitense (n. 1828)
- 1898 - Enrico Cosenz, militare e politico italiano (n. 1820)
- 1898 - Tan Sitong, rivoluzionario e poeta cinese (n. 1865)
- 1899 - Theodor Puschmann, medico tedesco (n. 1844)
- 1899 - Giovanni Segantini, pittore italiano (n. 1858)

## XX secolo(235)
- 1902 - Iosif Ivanovici, clarinettista, direttore d'orchestra e compositore rumeno (n. 1845)
- 1903 - Enrico Guastalla, patriota italiano (n. 1826)
- 1903 - Amedeo Peyron, architetto e ingegnere italiano (n. 1821)
- 1904 - Carlo Rognoni, agronomo italiano (n. 1829)
- 1906 - Giovanni Battista Zampironi, farmacista, chimico e inventore italiano (n. 1836)
- 1907 - Federico I di Baden, sovrano tedesco (n. 1826)
- 1909 - Federico Costanzo Spinola, diplomatico e politico italiano (n. 1830)
- 1910 - Marcolino del Carmelo Benavente, vescovo cattolico argentino (n. 1845)
- 1910 - Lazzaro De Maestri, pittore italiano (n. 1840)
- 1912 - Rüdiger von Biegeleben, diplomatico e nobile austriaco (n. 1847)
- 1913 - Alfred East, pittore, incisore e scrittore inglese (n. 1844)
- 1914 - Stevan Stojanović Mokranjac, compositore serbo (n. 1856)
- 1915 - Pol Morel, calciatore francese (n. 1890)
- 1915 - Saitō Hajime, militare giapponese (n. 1844)
- 1917 - Thomas Ernest Hulme, poeta inglese (n. 1883)
- 1917 - Gualtiero Sacchetti, ingegnere e politico italiano (n. 1836)
- 1918 - True Boardman, attore statunitense (n. 1880)
- 1918 - Eduard von Keyserling, scrittore tedesco (n. 1855)
- 1918 - Keni Liptzin, attrice russa (n. 1863)
- 1918 - Georg Simmel, sociologo e filosofo tedesco (n. 1858)
- 1919 - William Parsons, attore e produttore cinematografico statunitense (n. 1878)
- 1921 - Ludwig Forrer, politico svizzero (n. 1845)
- 1921 - Oskar Panizza, medico, scrittore e pubblicista tedesco (n. 1853)
- 1921 - Pauline von Metternich, nobildonna e socialite austriaca (n. 1836)
- 1922 - Manuel Mondragón, generale messicano (n. 1859)
- 1924 - Harry Bradshaw, allenatore di calcio britannico (n. 1853)
- 1924 - Iwan Gilkin, poeta belga (n. 1858)
- 1924 - Giuseppe Mario Gioda, politico, giornalista e pubblicista italiano (n. 1883)
- 1924 - T. Tamamoto, attore giapponese (n. 1879)
- 1926 - Helen Allingham, pittrice e illustratrice britannica (n. 1848)
- 1926 - Sataro Fukiage, serial killer giapponese (n. 1889)
- 1926 - Angelo Masini, tenore italiano (n. 1844)
- 1927 - Giuseppe Giordano Apostoli, avvocato, funzionario e politico italiano (n. 1838)
- 1927 - Jean-Joseph Weerts, pittore francese (n. 1846)
- 1928 - Pierre Puiseux, astronomo francese (n. 1855)
- 1929 - Luigi Lucchini, politico e giurista italiano (n. 1847)
- 1930 - William T. Carleton, attore britannico (n. 1859)
- 1930 - Daniel Guggenheim, imprenditore e filantropo statunitense (n. 1856)
- 1931 - Sylvain Dupuis, compositore, direttore d'orchestra e oboista belga (n. 1856)
- 1932 - Josef Fischer, calciatore austriaco (n. 1893)
- 1932 - Emil Orlik, pittore, fotografo e artigiano boemo (n. 1870)
- 1932 - Manuel Vieira de Matos, arcivescovo cattolico portoghese (n. 1861)
- 1933 - Emidio Agostinoni, politico, giornalista e fotografo italiano (n. 1879)
- 1933 - Robert Seymour Conway, filologo classico e glottologo britannico (n. 1864)
- 1935 - Hans Baluschek, pittore tedesco (n. 1870)
- 1935 - William Kennedy Laurie Dickson, regista e inventore inglese (n. 1860)
- 1936 - Edgardo Cassani, clarinettista, direttore d'orchestra e compositore italiano (n. 1868)
- 1937 - Gerald Duckworth, editore britannico (n. 1870)
- 1937 - Vladimir Jakovlevič Zubcov, scrittore e giornalista sovietico (n. 1895)
- 1938 - Con Conrad, compositore e paroliere statunitense (n. 1891)
- 1939 - Martha Root, statunitense (n. 1872)
- 1940 - Ernesto Maria Cocca, imprenditore, economista e chimico italiano (n. 1879)
- 1940 - Earl Hurd, animatore, regista e fumettista statunitense (n. 1880)
- 1941 - Joseph Dréher, mezzofondista francese (n. 1884)
- 1941 - Pauli Pitkänen, fondista finlandese (n. 1911)
- 1941 - Toivo Reingoldt, nuotatore finlandese (n. 1906)
- 1942 - René Blum, artista francese (n. 1878)
- 1942 - Otto Hasse, generale tedesco (n. 1871)
- 1942 - Wilhelm Traube, chimico tedesco (n. 1866)
- 1943 - Fritzi Brunette, attrice statunitense (n. 1890)
- 1943 - Luigi Carini, attore italiano (n. 1869)
- 1943 - Pasquale Formisano, partigiano italiano (n. 1926)
- 1943 - Richard Austin Freeman, scrittore e medico britannico (n. 1862)
- 1943 - Filippo Illuminato, partigiano italiano (n. 1930)
- 1943 - Wilhelm Kube, politico tedesco (n. 1887)
- 1943 - Sam Ruben, biochimico statunitense (n. 1913)
- 1943 - Karl Walser, pittore e scenografo svizzero (n. 1877)
- 1944 - Alfredo Agostoni, pittore italiano (n. 1922)
- 1944 - Josef Bürckel, politico tedesco (n. 1895)
- 1944 - Ottilie von Faber-Castell, imprenditrice tedesca (n. 1877)
- 1944 - Petr Ginz, ceco (n. 1928)
- 1944 - Matt McQueen, calciatore e allenatore di calcio scozzese (n. 1863)
- 1945 - Heinrich Seetzen, giurista e militare tedesco (n. 1906)
- 1946 - George O'Connor, cantante e avvocato statunitense (n. 1874)
- 1947 - Adelchi Baratono, filosofo e politico italiano (n. 1875)
- 1947 - Edvīns Bārda, calciatore lettone (n. 1900)
- 1947 - William B. Davidson, attore statunitense (n. 1888)
- 1947 - Oscar Grégoire, pallanuotista e nuotatore belga (n. 1877)
- 1947 - Elisabeth von Gutmann, nobildonna austriaca (n. 1875)
- 1947 - Hans Georg von Mackensen, politico, ambasciatore e generale tedesco (n. 1883)
- 1948 - Luigi Gabba, astronomo italiano (n. 1872)
- 1948 - Hermann Pister, generale e criminale di guerra tedesco (n. 1885)
- 1949 - Guido Colucci, pittore, incisore e ceramista italiano (n. 1877)
- 1950 - Joë Bousquet, poeta francese (n. 1897)
- 1950 - Vladimír Hurban Vladimírov, drammaturgo, scrittore e pastore protestante slovacco (n. 1884)
- 1951 - Carl Albert Andersen, ginnasta, astista e altista norvegese (n. 1876)
- 1952 - Paul Hastings Allen, musicista statunitense (n. 1883)
- 1952 - Wilhelm Karmann, imprenditore tedesco (n. 1874)
- 1953 - Charles Chadwick, martellista, pesista e tiratore di fune statunitense (n. 1874)
- 1953 - Carlo Franchetti, alpinista e speleologo italiano (n. 1896)
- 1953 - Edwin Hubble, astronomo e astrofisico statunitense (n. 1889)
- 1953 - Daniel T. McCarty, politico statunitense (n. 1912)
- 1953 - Maurice Vignerot, giocatore di croquet francese (n. 1879)
- 1954 - Bert Lytell, attore statunitense (n. 1885)
- 1954 - Émile Rimailho, ingegnere francese (n. 1864)
- 1955 - Arthur Donaldson, attore e regista svedese (n. 1869)
- 1955 - Biagio Pace, archeologo e politico italiano (n. 1889)
- 1955 - Lionel Rees, aviatore britannico (n. 1884)
- 1956 - William Boeing, imprenditore e pioniere dell'aviazione statunitense (n. 1881)
- 1956 - Madison Cooper, scrittore e filantropo statunitense (n. 1894)
- 1957 - Alberto Ascoli, patologo e igienista italiano (n. 1877)
- 1957 - Antonino Russo Giusti, drammaturgo italiano (n. 1876)
- 1958 - Mezzi Andreossi, hockeista su ghiaccio svizzero (n. 1897)
- 1958 - Eduardo Blanco, calciatore e arbitro di calcio argentino (n. 1897)
- 1958 - Anna Fraentzel Celli, infermiera e filantropa tedesca (n. 1878)
- 1958 - Albert Herman, regista, sceneggiatore e produttore cinematografico statunitense (n. 1887)
- 1958 - Jimmy Reece, pilota automobilistico statunitense (n. 1929)
- 1959 - Giulio Belvederi, archeologo e presbitero italiano (n. 1882)
- 1959 - Rudolf Caracciola, pilota automobilistico tedesco (n. 1901)
- 1959 - Oscar Griswold, generale statunitense (n. 1886)
- 1959 - Józef Kotlarczyk, calciatore polacco (n. 1907)
- 1959 - Vincent Richards, tennista statunitense (n. 1903)
- 1959 - Quinto Santoli, storico e bibliotecario italiano (n. 1875)
- 1961 - Ora Graves, militare e marinaio statunitense (n. 1896)
- 1961 - Antonino Parlapiano Vella, politico italiano (n. 1881)
- 1962 - Knud Kristensen, politico danese (n. 1880)
- 1962 - Roger Nimier, scrittore, giornalista e sceneggiatore francese (n. 1925)
- 1963 - Charley Lincoln, musicista statunitense (n. 1900)
- 1963 - Rosa Raisa, soprano polacco (n. 1893)
- 1964 - Mario Baldassarri, matematico italiano (n. 1920)
- 1964 - Nacio Herb Brown, cantautore e compositore statunitense (n. 1896)
- 1964 - George Dyson, musicista e compositore inglese (n. 1883)
- 1964 - Francesco Ferrarin, generale e aviatore italiano (n. 1896)
- 1964 - Richard Häussler, attore e regista tedesco (n. 1908)
- 1964 - Harpo Marx, comico e attore statunitense (n. 1888)
- 1965 - Ernesto Codignola, pedagogista e filosofo italiano (n. 1885)
- 1965 - Eddie Gribbon, attore statunitense (n. 1890)
- 1965 - Karl Imhoff, ingegnere e inventore tedesco (n. 1876)
- 1965 - Sándor Rónai, politico ungherese (n. 1892)
- 1966 - André Breton, poeta, saggista e critico d'arte francese (n. 1896)
- 1966 - Eric Fleming, attore statunitense (n. 1925)
- 1966 - Lucky Millinder, cantante statunitense (n. 1910)
- 1968 - Norman Brookes, tennista australiano (n. 1877)
- 1968 - Carlo Concina, compositore, direttore d'orchestra e paroliere italiano (n. 1900)
- 1969 - Emiliano Cagnoni, vescovo cattolico italiano (n. 1884)
- 1969 - Kimon Georgiev, generale e politico bulgaro (n. 1882)
- 1969 - Vilhelm Náhlovský, calciatore cecoslovacco (n. 1910)
- 1969 - Rezső Szulik, calciatore ungherese (n. 1905)
- 1970 - Giuseppe Caraci, geografo e storico italiano (n. 1893)
- 1970 - John Dos Passos, scrittore, giornalista e saggista statunitense (n. 1896)
- 1970 - Marco Mariani, attore italiano (n. 1918)
- 1970 - Mahmud Muntasser, politico libico (n. 1903)
- 1970 - Gamal Abd el-Nasser, militare e politico egiziano (n. 1918)
- 1970 - Riccardo Rosa, politico italiano (n. 1902)
- 1971 - Vasilij Butusov, calciatore russo (n. 1892)
- 1971 - Enrique Santos Montejo, giornalista colombiano (n. 1886)
- 1972 - Gordon Murphy, missionario statunitense (n. 1918)
- 1972 - Erich Przywara, teologo e filosofo tedesco (n. 1889)
- 1973 - Marcel Colleu, ciclista su strada francese (n. 1897)
- 1973 - Norma Crane, attrice statunitense (n. 1928)
- 1973 - Mantan Moreland, attore statunitense (n. 1902)
- 1974 - Arnold Fanck, regista, sceneggiatore e produttore cinematografico tedesco (n. 1889)
- 1974 - James R. Webb, sceneggiatore e scrittore statunitense (n. 1909)
- 1975 - William Platt, generale inglese (n. 1885)
- 1976 - Giuseppe Agnello, archeologo, antifascista e politico italiano (n. 1888)
- 1976 - Raymond Collishaw, aviatore canadese (n. 1893)
- 1976 - Gino Manara, artigiano italiano (n. 1896)
- 1977 - Vera Orlova, attrice russa (n. 1894)
- 1977 - Luigi Rum, partigiano e sindacalista italiano (n. 1925)
- 1978 - Kurt Brasack, generale tedesco (n. 1892)
- 1978 - Papa Giovanni Paolo I, papa, vescovo cattolico e cardinale italiano (n. 1912)
- 1978 - Neil Johnston, cestista e allenatore di pallacanestro statunitense (n. 1929)
- 1979 - Catherine Hessling, attrice francese (n. 1900)
- 1979 - Angiolo Mazzoni, ingegnere e architetto italiano (n. 1894)
- 1979 - Lothar Wolleh, fotografo tedesco (n. 1930)
- 1980 - Giuseppe Aloia, generale e partigiano italiano (n. 1905)
- 1980 - Alessandro Monti, calciatore italiano (n. 1893)
- 1980 - Giulio Tedeschi, politico italiano (n. 1916)
- 1981 - Rómulo Betancourt, politico venezuelano (n. 1908)
- 1981 - Herbert Mensching, attore tedesco (n. 1928)
- 1982 - Mabel Albertson, attrice statunitense (n. 1901)
- 1982 - Chu Yung-kwang, calciatore sudcoreano (n. 1931)
- 1983 - Paul Chandelier, calciatore francese (n. 1892)
- 1983 - Luisa Garella, attrice italiana (n. 1921)
- 1983 - Roy Sullivan, statunitense (n. 1912)
- 1983 - Ko Willems, pistard olandese (n. 1900)
- 1984 - Antonio Chichiarelli, mafioso italiano (n. 1948)
- 1984 - Luciano Urquijo, ingegnere e hockeista su prato argentino (n. 1895)
- 1985 - L. B. Abbott, artista e effettista statunitense (n. 1908)
- 1985 - André Kertész, fotografo ungherese (n. 1894)
- 1985 - Zaki Osman, calciatore egiziano (n. 1898)
- 1986 - Carmen De Rue, attrice statunitense (n. 1908)
- 1986 - Robert Helpmann, ballerino, attore e coreografo australiano (n. 1909)
- 1986 - Hazdayi Penso, cestista turco (n. 1914)
- 1986 - Luigi Serenthà, presbitero e teologo italiano (n. 1938)
- 1986 - Aleksandr Aronovič Stolbov, regista cinematografico sovietico (n. 1920)
- 1986 - Tao Jin, attore, regista e sceneggiatore cinese (n. 1916)
- 1986 - Glauco Vanz, calciatore italiano (n. 1920)
- 1987 - Roman Brandstaetter, scrittore polacco (n. 1906)
- 1988 - Giovanni Bontate, mafioso italiano (n. 1946)
- 1988 - Marcello Conversi, fisico e informatico italiano (n. 1917)
- 1988 - Aleksandr Goldstein, compositore di scacchi polacco (n. 1911)
- 1988 - Ethel Grandin, attrice statunitense (n. 1894)
- 1988 - Antonio Orlando, attore italiano (n. 1960)
- 1989 - José Arribas, allenatore di calcio e calciatore spagnolo (n. 1921)
- 1989 - Salvatore Fausto Flaccovio, editore italiano (n. 1915)
- 1989 - Ferdinand Marcos, politico, avvocato e militare filippino (n. 1917)
- 1990 - Angelo Morzone, calciatore italiano (n. 1913)
- 1990 - Larry O'Brien, politico statunitense (n. 1917)
- 1990 - Willy Schröder, discobolo tedesco (n. 1912)
- 1991 - Eugène Bozza, compositore e direttore d'orchestra francese (n. 1905)
- 1991 - Miles Davis, trombettista e compositore statunitense (n. 1926)
- 1991 - Barbara Rose Johns, bibliotecaria e attivista statunitense (n. 1935)
- 1991 - Gisleno Santunione, calciatore italiano (n. 1924)
- 1992 - William Douglas-Home, drammaturgo e politico britannico (n. 1912)
- 1992 - Paolo Ficalora, imprenditore italiano (n. 1933)
- 1992 - Johanna Piesch, bibliotecaria, fisica e matematica austriaca (n. 1892)
- 1993 - Gerda Leo, fotografa tedesca (n. 1909)
- 1993 - Boris Naščёkin, regista sovietico (n. 1938)
- 1993 - Dumitru Pavlovici, calciatore rumeno (n. 1912)
- 1994 - Pier Camillo Beccaria, politico, architetto e urbanista italiano (n. 1945)
- 1994 - Alfred Beck, allenatore di calcio e calciatore tedesco (n. 1925)
- 1994 - Harry Saltzman, produttore cinematografico canadese (n. 1915)
- 1995 - Semën Grigor'evič Sokolovskij, attore russo (n. 1921)
- 1996 - Marcos Aurelio Di Paulo, calciatore argentino (n. 1920)
- 1996 - Giuseppe Bartolomei, politico italiano (n. 1923)
- 1996 - Mennato Boffa, pilota automobilistico italiano (n. 1929)
- 1996 - Roberta Voltolini, cantante italiana (n. 1961)
- 1997 - David Gill, regista britannico (n. 1928)
- 1997 - Ho Feng Shan, diplomatico cinese (n. 1901)
- 1998 - Raffaele Arecco, pittore e incisore italiano (n. 1916)
- 1998 - Else Birkmose, pallamanista, allenatrice di pallamano e cestista danese (n. 1931)
- 1998 - Elio Bramanti, calciatore italiano (n. 1913)
- 1998 - Heinz Dörmer, tedesco (n. 1912)
- 1998 - Fiamma Ferragamo, stilista e imprenditrice italiana (n. 1941)
- 1998 - Antonio Galiè, tenore italiano (n. 1925)
- 1998 - Olle Länsberg, scrittore e sceneggiatore svedese (n. 1922)
- 1998 - Marcel Pourbaix, chimico belga (n. 1904)
- 1998 - Aurelio Sorrentino, arcivescovo cattolico italiano (n. 1914)
- 1999 - Franco Caracciolo, direttore d'orchestra italiano (n. 1920)
- 1999 - Marilyn Silverstone, fotoreporter inglese (n. 1929)
- 2000 - Peter Gennaro, coreografo e ballerino statunitense (n. 1919)
- 2000 - Pote Sarasin, politico thailandese (n. 1905)
- 2000 - Mario Semoli, calciatore italiano (n. 1921)
- 2000 - Pierre Trudeau, avvocato e politico canadese (n. 1919)

## XXI secolo(133)
- 2001 - Angelo Del Favero, calciatore italiano (n. 1952)
- 2001 - Isao Inokuma, judoka giapponese (n. 1938)
- 2001 - Ejner Johansson, storico dell'arte, scrittore e regista danese (n. 1922)
- 2001 - Mario Mellier, compositore, pianista e paroliere italiano (n. 1914)
- 2001 - Martin O'Hagan, giornalista irlandese (n. 1950)
- 2001 - Antonio Piolanti, presbitero e teologo italiano (n. 1911)
- 2001 - Robert Douglas Sweet, dermatologo britannico (n. 1917)
- 2002 - Whitney Blake, attrice e sceneggiatrice statunitense (n. 1926)
- 2002 - Philippe Jacquin, scrittore francese (n. 1942)
- 2002 - Patsy Mink, politica e avvocato statunitense (n. 1927)
- 2002 - Maurice Novarina, architetto francese (n. 1907)
- 2003 - Yukichi Chuganji, supercentenario giapponese (n. 1889)
- 2003 - Althea Gibson, tennista statunitense (n. 1927)
- 2003 - Elia Kazan, regista, sceneggiatore e attore greco (n. 1909)
- 2003 - Jean Simon, generale francese (n. 1912)
- 2003 - Vadym Sosnychin, calciatore sovietico (n. 1942)
- 2004 - Luigi Amerio, matematico italiano (n. 1912)
- 2004 - Christl Cranz, sciatrice alpina, allenatrice di sci alpino e saggista tedesca (n. 1914)
- 2005 - Constance Baker Motley, giudice e politica statunitense (n. 1921)
- 2005 - Luigi Conte, politico italiano (n. 1912)
- 2005 - Enrique Gensana, calciatore spagnolo (n. 1936)
- 2005 - Ihor Rybak, sollevatore sovietico (n. 1934)
- 2005 - Fiorenzo Serra, regista italiano (n. 1921)
- 2005 - Leo Sternbach, farmacista e chimico statunitense (n. 1908)
- 2006 - Arnaldo Balay, calciatore argentino (n. 1928)
- 2006 - Jan Werner Danielsen, cantante norvegese (n. 1976)
- 2006 - Thor Moxnes, calciatore norvegese (n. 1924)
- 2007 - René Desmaison, alpinista francese (n. 1930)
- 2007 - Charles B. Griffith, sceneggiatore, attore e regista statunitense (n. 1930)
- 2007 - Adam Kozłowiecki, cardinale, arcivescovo cattolico e missionario polacco (n. 1911)
- 2007 - Peter Kuiper, attore olandese (n. 1929)
- 2007 - Mario Leporatti, partigiano italiano (n. 1919)
- 2008 - Andrzej Badeński, velocista polacco (n. 1943)
- 2008 - Malalai Kakar, poliziotta afghana (n. 1967)
- 2008 - Anatolij Alekseevič Karacuba, matematico russo (n. 1937)
- 2008 - Giovanni Lombardi, politico italiano (n. 1914)
- 2008 - Vladimir Michajlov, scrittore russo (n. 1929)
- 2008 - Sandro Palmieri, attore italiano (n. 1963)
- 2008 - Athos Tanzini, schermidore italiano (n. 1913)
- 2009 - Guillermo Endara, politico panamense (n. 1936)
- 2009 - Daniel Martín, attore spagnolo (n. 1935)
- 2009 - Best Ogedegbe, calciatore nigeriano (n. 1954)
- 2010 - Kurt Albert, alpinista e arrampicatore tedesco (n. 1954)
- 2010 - Mario Claut, calciatore italiano (n. 1929)
- 2010 - Héctor Croxatto Rezzio, fisiologo cileno (n. 1908)
- 2010 - Ezio Foppa Pedretti, imprenditore e dirigente d'azienda italiano (n. 1927)
- 2010 - Arthur Penn, regista e produttore cinematografico statunitense (n. 1922)
- 2010 - Józef Rubiś, fondista e biathleta polacco (n. 1931)
- 2010 - Erwin Stricker, sciatore alpino italiano (n. 1950)
- 2010 - Romina Yan, attrice, ballerina e cantante argentina (n. 1974)
- 2011 - Walter Ballmer, grafico svizzero (n. 1923)
- 2011 - Claude Kirk, politico statunitense (n. 1926)
- 2011 - Alfredo Pieroni, giornalista e scrittore italiano (n. 1923)
- 2012 - Avraham Adan, generale israeliano (n. 1926)
- 2012 - Nello Aprile, architetto e saggista italiano (n. 1914)
- 2012 - Juan Baena, calciatore spagnolo (n. 1950)
- 2012 - Michael O'Hare, attore statunitense (n. 1952)
- 2012 - Piero Luigi Vigna, magistrato italiano (n. 1933)
- 2013 - Pio Bigo, operaio, partigiano e superstite dell'Olocausto italiano (n. 1924)
- 2013 - Carlo Castellaneta, scrittore e giornalista italiano (n. 1930)
- 2013 - James Emanuel, poeta statunitense (n. 1921)
- 2013 - Anatolij Parov, calciatore sovietico (n. 1956)
- 2013 - Igor' Romiševskij, hockeista su ghiaccio sovietico (n. 1940)
- 2013 - Remo Tomasi, pattinatore di velocità su ghiaccio e arbitro di hockey su ghiaccio italiano (n. 1932)
- 2014 - Dannie Abse, poeta, scrittore e medico britannico (n. 1923)
- 2014 - Ieke van den Burg, politica olandese (n. 1952)
- 2014 - Roy Ebron, cestista statunitense (n. 1951)
- 2014 - Mario Limentani, superstite dell'Olocausto italiano (n. 1923)
- 2014 - Sirkka Polkunen, fondista finlandese (n. 1927)
- 2015 - Catherine E. Coulson, attrice e scenografa statunitense (n. 1943)
- 2015 - Francesco Antonio Manzoli, medico e anatomista italiano (n. 1938)
- 2015 - Ignacio Zoco, calciatore spagnolo (n. 1939)
- 2016 - Hildor Arnold Barton, storico statunitense (n. 1929)
- 2016 - Manfred A. Biondi, fisico statunitense (n. 1924)
- 2016 - Simone Carella, regista teatrale italiano (n. 1946)
- 2016 - Randy Duncan, giocatore di football americano statunitense (n. 1937)
- 2016 - Werner Friese, calciatore e allenatore di calcio tedesco orientale (n. 1946)
- 2016 - Gary Glasberg, scrittore e produttore televisivo statunitense (n. 1966)
- 2016 - Gloria Naylor, scrittrice statunitense (n. 1950)
- 2016 - Agnes Nixon, autrice televisiva e produttrice televisiva statunitense (n. 1922)
- 2016 - Shimon Peres, politico israeliano (n. 1923)
- 2016 - Manlio Vineis, politico italiano (n. 1928)
- 2017 - Aleksej Arifullin, calciatore russo (n. 1970)
- 2017 - Antonio Isasi-Isasmendi, regista, sceneggiatore e produttore cinematografico spagnolo (n. 1927)
- 2017 - Željko Perušić, allenatore di calcio e calciatore jugoslavo (n. 1937)
- 2017 - Antonio Spallino, schermidore e politico italiano (n. 1925)
- 2017 - Benjamin Whitrow, attore britannico (n. 1937)
- 2018 - Koos Alberts, cantante olandese (n. 1947)
- 2018 - Andrea Borruso, politico italiano (n. 1936)
- 2018 - Ippolito Giani, velocista italiano (n. 1941)
- 2018 - Joe Masteroff, drammaturgo e librettista statunitense (n. 1919)
- 2018 - Jurij Silov, velocista sovietico (n. 1950)
- 2019 - Suad Beširević, calciatore e allenatore di calcio sloveno (n. 1963)
- 2019 - Ismail Petra di Kelantan, sovrano malese (n. 1949)
- 2019 - José José, cantante messicano (n. 1948)
- 2019 - Silvio Novembre, militare italiano (n. 1934)
- 2019 - Gaëlle Voiry, modella e stilista francese (n. 1969)
- 2019 - Mark Anatol'evič Zacharov, regista e sceneggiatore sovietico (n. 1933)
- 2020 - Luigi Arisio, politico italiano (n. 1926)
- 2020 - Doug Brinham, cestista canadese (n. 1934)
- 2020 - Willie Chu, cestista taiwanese (n. 1926)
- 2020 - Maynard Solomon, musicologo, saggista e produttore discografico statunitense (n. 1930)
- 2021 - Karan Armstrong, soprano statunitense (n. 1941)
- 2021 - Pavlos Filippou, regista cinematografico, direttore della fotografia e montatore greco
- 2021 - Tommy Kirk, attore statunitense (n. 1941)
- 2021 - Malika del Marocco, principessa marocchina (n. 1933)
- 2021 - Achille Pace, pittore italiano (n. 1923)
- 2021 - Barry Ryan, cantante britannico (n. 1948)
- 2021 - Ray Snell, giocatore di football americano statunitense (n. 1958)
- 2021 - Michael Tylo, attore televisivo statunitense (n. 1948)
- 2022 - Giorgio Coraluppi, imprenditore e inventore statunitense (n. 1934)
- 2022 - Edoardo Guarnera, tenore, attore e personaggio televisivo italiano (n. 1960)
- 2022 - Coolio, rapper e attore statunitense (n. 1963)
- 2022 - Jim Nisbet, scrittore e poeta statunitense (n. 1947)
- 2022 - Julio Osorio, cestista panamense (n. 1939)
- 2022 - José Pacheco Gómez, calciatore e giornalista spagnolo (n. 1947)
- 2022 - Doru Rădulescu, cestista rumeno (n. 1961)
- 2023 - J. Scott Armstrong, economista e statistico statunitense (n. 1937)
- 2023 - Ted Bachman, giocatore di football americano statunitense (n. 1952)
- 2023 - Ion Druta, poeta e drammaturgo moldavo (n. 1928)
- 2023 - Marcello Martone, rugbista a 15 italiano (n. 1924)
- 2023 - Ganira Pashayeva, politica e giornalista azera (n. 1975)
- 2023 - Gigi Pirarba, doppiatore e conduttore televisivo italiano (n. 1935)
- 2023 - Armando Sommajuolo, giornalista italiano (n. 1953)
- 2023 - Stephen Ackles, cantante e musicista norvegese (n. 1966)
- 2023 - Tullio Zitkowsky, scenografo italiano (n. 1936)
- 2024 - Drake Hogestyn, attore statunitense (n. 1953)
- 2024 - Kris Kristofferson, cantautore, musicista e attore statunitense (n. 1936)
- 2024 - Barry Lloyd, allenatore di calcio e calciatore inglese (n. 1949)
- 2024 - Glauco Mauri, attore e regista teatrale italiano (n. 1930)
- 2024 - Alexandre do Nascimento, cardinale e arcivescovo cattolico angolano (n. 1925)
- 2024 - Bjørn Martin Olsen, calciatore norvegese (n. 1962)
- 2024 - Jacques Teugels, calciatore belga (n. 1946)

## Senza anno specificato(1)
- Andrej Surajkin, pattinatore artistico su ghiaccio sovietico (n. 1948)